# هری شیرر
هری شیرر (انگلیسی: Harry Shearer؛ زاده ۲۳ دسامبر ۱۹۴۳) یک هنرپیشه اهل ایالات متحده آمریکا است. وی از سال ۱۹۵۳ میلادی تاکنون مشغول فعالیت بوده‌است.

## گزیده فیلمشناسی
از فیلم‌ها یا برنامه‌های تلویزیونی که وی در آن نقش داشته‌است می‌توان به آثار زیر اشاره کرد.
- ردا (فیلم) (۱۹۵۳)
- پیتر پن (فیلم ۱۹۵۳) (۱۹۵۳)
- جنگ ستارگان (فیلم) (۱۹۷۷)
- کنکورد … فرودگاه ۷۹ (۱۹۷۹)
- مردان واقعی (فیلم) (۱۹۸۳)
- این اسپینال تپ است (۱۹۸۴)
- لباس ساده (۱۹۸۸)
- نامادریم یک بیگانه است (۱۹۸۸)
- اسکار (فیلم ۱۹۹۱) (۱۹۹۱)
- شاه ماهیگیر (۱۹۹۱)
- لیگ خودشان (۱۹۹۲)
- جهان وین ۲ (۱۹۹۳)
- خون و بتن (۱۹۹۳)
- بی‌کلام (فیلم ۱۹۹۴) (۱۹۹۴)
- هر کاری خواهم کرد (۱۹۹۴)
- عروسی بهترین دوست من (۱۹۹۷)
- گودزیلا (فیلم ۱۹۹۸) (۱۹۹۸)
- نمایش ترومن (۱۹۹۸)
- سربازان کوچک (۱۹۹۸)
- اد تی‌وی (۱۹۹۹)
- دیک (فیلم) (۱۹۹۹)
- ادوارد فادواپر دروغ مصلحت‌آمیزی بزرگی گفت (۲۰۰۰)
- جوجه کوچولو (فیلم ۲۰۰۵) (۲۰۰۵)
- محض اطلاع (فیلم) (۲۰۰۶)
- سیمپسون‌ها (فیلم) (۲۰۰۷)
- پروژه نهایی آرچی (۲۰۰۹)
- پدران جایگزین (۲۰۱۷)
- آلفرد هیچکاک تقدیم می‌کند ()
- پخش زنده شنبه شب (۱۹۷۹–۸۰, ۱۹۸۴–۸۵)
- سیمپسون‌ها (۱۹۸۹–اکنون)
- دختران زرین (۱۹۹۰)
- مورفی براون (۱۹۹۰)
- خیال باطل (۱۹۹۳)
- یاکو و واکو (۱۹۹۳)
- آرام و با دقت انجام بده (۲۰۱۹)
- دوستان (مجموعه تلویزیونی) (۱۹۹۵)
- بخش فوریت‌های پزشکی (مجموعه تلویزیونی) (۱۹۹۷)